# Dominik Hrbatý
Dominik Hrbatý (Bratislava, 4 gennaio 1978) è un allenatore di tennis ed ex tennista slovacco, soprannominato The Dominator.

## Biografia
Passato al professionismo nel 1996, Hrbatý ha vinto in carriera sei titoli di singolare. Il suo miglior piazzamento nel ranking mondiale del singolare maschile è la dodicesima posizione, raggiunta nel 2004. Il gioco di Hrbatý è basato su un vigoroso palleggio da fondocampo, con fulminee accelerazioni, ed un'ottima prima di servizio caratterizzata da un lancio di palla altissimo, che gli ha creato diversi problemi in condizioni di gioco ventose. Destrorso, ha nel rovescio bimane il suo colpo migliore.
La prima partita che lo mise in luce fu agli Australian Open del 1997: negli ottavi di finale fu sconfitto dopo un match di cinque set da Pete Sampras, che poi avrebbe vinto il torneo. Nel suo palmarès si contano anche la semifinale al Roland Garros del 1999 (perse da Andre Agassi), i quarti di finale agli US Open 2000 (sconfitto da Tim Henman) e due quarti agli Australian Open (2001 e 2005). Ha inoltre raggiunto 2 finali nei tornei Masters Series, a Montecarlo nel 2000 ed a Parigi Bercy nel 2006. Il suo rendimento ha avuto un vistoso calo a partire dal 2007 a causa di un infortunio al gomito che lo ha costretto ad un'attività limitata.
Nel 2006 ha trascinato la Slovacchia alla sua prima finale di Coppa Davis, persa per 3-2 a Bratislava contro la Croazia nonostante le 2 vittorie in singolare di Dominik contro Mario Ančić ed Ivan Ljubičić.
Hrbatý è rinomato per essere uno dei giocatori fisicamente più preparati del circuito, come testimonia il suo record nei match al 5º set. Ama la mountain bike, la pesca e lo sci, e si è autodefinito fanatico di cinema. I suoi idoli di gioventù erano Ivan Lendl, Sergej Bubka, Carl Lewis ed Alberto Tomba.

## Statistiche

### Singolare

#### Vittorie (6)
| Legenda                |
| Grande Slam (0)        |
| Tennis Masters Cup (0) |
| ATP Masters Series (0) |
| ATP Tour (6)           |

| No. | Data             | Torneo                                             | Superficie     | Avversario in finale | Score         |
| 1.  | 10 agosto 1998   | Internazionali di Tennis di San Marino, San Marino | Terra rossa    | Mariano Puerta       | 6–2, 7–5      |
| 2.  | 26 aprile 1999   | ATP Praga, Praga                                   | Terra rossa    | Sláva Doseděl        | 6–2, 6–2      |
| 3.  | 8 gennaio 2001   | Heineken Open, Auckland (1)                        | Cemento        | Francisco Clavet     | 6–4, 2–6, 6–3 |
| 4.  | 5 gennaio 2004   | Next Generation Adelaide International, Adelaide   | Cemento        | Michaël Llodra       | 6–4, 6–0      |
| 5.  | 12 gennaio 2004  | Heineken Open, Auckland (2)                        | Cemento        | Rafael Nadal         | 4–6, 6–2, 7–5 |
| 6.  | 23 febbraio 2004 | Open 13, Marsiglia                                 | Cemento Indoor | Robin Söderling      | 4–6, 6–4, 6–4 |

#### Finali perse (7)
| Legenda                |
| Grande Slam (0)        |
| Tennis Masters Cup (0) |
| ATP Masters Series (2) |
| ATP Tour (5)           |

| Numero | Data              | Torneo                                        | Superficie  | Avversario in finale | Punteggio           |
| 1.     | 29 settembre 1997 | Campionati Internazionali di Sicilia, Palermo | Terra rossa | Alberto Berasategui  | 4–6, 2–6            |
| 2.     | 17 aprile 2000    | Monte Carlo Open, Monte Carlo                 | Terra rossa | Cédric Pioline       | 4–6, 6(3)–7, 6(6)–7 |
| 3.     | 6 novembre 2000   | St. Petersburg Open, San Pietroburgo          | Cemento (i) | Marat Safin          | 6–2, 4–6, 4–6       |
| 4.     | 20 novembre 2000  | Brighton International, Bournemouth           | Cemento (i) | Tim Henman           | 2–6, 2–6            |
| 5.     | 6 gennaio 2003    | Heineken Open, Auckland                       | Cemento     | Gustavo Kuerten      | 3–6, 5–7            |
| 6.     | 17 maggio 2004    | Grand Prix Hassan II, Casablanca              | Terra rossa | Santiago Ventura     | 3–6, 6–1, 4–6       |
| 7.     | 30 ottobre 2006   | Paris Masters, Parigi                         | Carpet      | Nikolaj Davydenko    | 1–6, 2–6, 2–6       |

### Doppio (2)
- 2000: Roma (con Martin Damm)
- 2001: Tashkent (con Julien Boutter)